# 단면연구
의학 연구, 사회 과학 및 생물학에서 단면 연구는 특정 시점 — 즉, 횡단면 데이터, 인구 또는 대표적인 하위 집합의 데이터를 분석하는 관찰 연구 유형이다.
경제학에서 횡단면 연구는 일반적으로 횡단면 회귀를 사용하여 주어진 시점에서 하나의 독립 변수가 관심 종속 변수에 미치는 인과 효과의 존재와 크기를 분류한다. 그것들은 하나 이상의 경제적 집합체 의 행동이 시간에 따라 추적되는 시계열 분석과 다르다.

의학 연구에서 횡단면 연구는 연구 대상 전체 인구에 대한 데이터를 제공하는 것을 목표로 한다는 점에서 사례 대조군 연구와 다르다., 종종 나머지 인구의 극소수. 횡단면 연구는 기술적인 연구이다(종단적 연구도 실험적 연구도 아님). 사례 대조 연구와 달리, 그들은 승산비 뿐만 아니라 절대 위험 과 유병률로 인한 상대 위험 (때때로 유병률 위험 비율 또는 PRR이라고도 함)을 설명하는 데 사용할 수 있다. 그들은 질병의 유병률과 같은 인구의 일부 특징을 설명하는 데 사용될 수 있지만 원인과 결과를 증명할 수는 없다. 종단 연구는 일정 기간 동안 연구 모집단의 구성원에 대해 두 번 이상 일련의 관찰을 수행한다는 점에서 두 연구와 다르다.

## 보건 의료
횡단면 연구에는 정의된 시간에 수집된 데이터가 포함된다. 그것들은 종종 급성 또는 만성 상태의 유병률 을 평가하는 데 사용되지만 질병의 원인이나 중재 결과에 대한 질문에 답하는 데는 사용할 수 없다. 단면 데이터는 시간성을 알 수 없기 때문에 인과관계를 추론하는 데 사용할 수 없다. 그들은 또한 인구 조사 로 설명될 수 있다. 횡단면 연구에는 과거에 대한 질문을 포함하여 특별한 데이터 수집이 포함될 수 있지만 원래 다른 목적으로 수집된 데이터에 의존하는 경우가 많다. 그들은 적당히 비싸고 희귀 질병 연구에 적합하지 않다. 과거 사건을 회상하는 어려움도 편향에 기여할 수 있다.

## 경제학
경제학에서 횡단면 분석은 잔차의 직렬 상관 과 같은 다양한 시점에서 가져온 데이터 사용의 여러 복잡한 측면을 피할 수 있다는 이점이 있다. 또한 데이터 분석 자체가 변수 간의 관계 특성이 시간이 지남에 따라 안정적이라는 가정을 필요로 하지 않는다는 장점이 있다. 그러나 이는 한 기간 동안의 결과가 다음 어떤 다른 시점에서 유효하다고 가정하는 경우 주의가 필요하다.

## 같이 보기
- 종단적 연구